# Coloncus cascadeus
Coloncus cascadeus là một loài nhện trong họ Linyphiidae. Loài này được phát hiện ở Hoa Kỳ.